# Tim Robbins
Pour les articles homonymes, voir Robbins.
Tim Robbins est un  acteur, réalisateur, musicien et scénariste américain né le 16 octobre 1958 à West Covina (Californie). Il tient le rôle principal dans The Player de Robert Altman (1991) qui lui vaut le Prix d'interprétation masculine à Cannes et le Golden Globe du meilleur acteur dans un film musical ou une comédie. 
Il reçoit l'Oscar du meilleur acteur dans un second rôle et à nouveau un Golden Globe dans la catégorie second rôle pour son interprétation dans Mystic River de Clint Eastwood (2003). Il est également connu pour des films tels que Top Gun, L'Échelle de Jacob et Les Évadés.

## Biographie
Il connaît la célébrité dans Duo à trois (Bull Durham), où il joue aux côtés de sa future compagne Susan Sarandon. Depuis on l'a vu dans des films réalisés par de grands metteurs en scène comme Adrian Lyne (L'Échelle de Jacob), Robert Altman (Short Cuts, The Player, où il obtient le Prix d'interprétation masculine à Cannes et le Golden Globe du Meilleur acteur) et les frères Coen (Le Grand Saut).
En 1994, il incarne Andy Dufresne, un homme accusé de meurtre dans Les Évadés, aux côtés de Morgan Freeman.
En 2004, son rôle de David Boyle dans Mystic River lui vaut l'Oscar du meilleur acteur dans un second rôle.
On l'a vu aussi dans La Guerre des mondes de Spielberg, Zathura : Une aventure spatiale (Zathura: A Space Adventure) et Au nom de la liberté.
Il est également réalisateur de trois films : Bob Roberts, Broadway, 39e rue et La Dernière Marche.
En 2009, il se sépare de sa femme Susan Sarandon avec laquelle il a eu deux enfants Jack (1989) et Miles (1992).
En 2010, Tim Robbins se convertit à la musique folk et rajoute la chanson à son palmarès. Accompagné du Rogues Gallery Band, il produit un album qui sort en fin d'année.
Le 5 avril 2011, son père Gil Robbins meurt d'un cancer de la prostate à l'âge de 80 ans.
En 2013, il fait partie des membres du jury de la Berlinale 2013. Trois ans plus tard, il reçoit la Caméra de la Berlinale lors de la Berlinale 2016.

### Engagement
Tim Robbins s'oppose à la guerre du golfe en 1990 et soutient Bernie Sanders lors des primaires démocrates de 2020.

## Théâtre
Auteur
- 2003 : Embedded

## Filmographie

### Acteur

#### Cinéma

##### Années 1980
- 1984 : Pris sur le vif (No Small Affair) de Jerry Schatzberg : Nelson
- 1984 : Toy Soldiers de David Fisher : Boe
- 1985 : Garçon choc pour nana chic (The sure thing) de Rob Reiner : Gary
- 1985 : Vacances de folie (Fraternity Vacation) de James Frawley : Larry Tucker
- 1986 : Top Gun de Tony Scott : Merlin
- 1986 : Howard... une nouvelle race de héros de Willard Huyck : Phil Blumburtt
- 1987 : Five Corners de Tony Bill : Harry
- 1988 : Tapeheads de Bill Fishman : Josh Tager
- 1988 : Duo à trois (Bull Durham) de Ron Shelton : Ebby Calvin LaLoosh
- 1989 : Miss Firecracker de Thomas Schlamme : Delmount Williams
- 1989 : Erik le Viking (Erik the Viking) de Terry Jones : Erik

##### Années 1990
- 1990 : Cadillac Man de Roger Donaldson : Larry
- 1990 : L'Échelle de Jacob (Jacob's ladder) de Adrian Lyne : Jacob
- 1991 : Jungle Fever de Spike Lee : Jerry
- 1992 : Bob Roberts (+ réalisateur, scénariste) : Bob Roberts
- 1992 : The Player de Robert Altman : Griffin Mill
- 1993 : Short Cuts de Robert Altman : Gene Shepard
- 1994 : Le Grand Saut (The Hudsucker Proxy) de Ethan Coen, Joel Coen : Norville Barnes
- 1994 : Prêt-à-porter (Ready to wear) de Robert Altman : Joe Flynn
- 1994 : Les Évadés (The Shawshank redemption) de Frank Darabont : Andy Dufresne
- 1994 : L'Amour en équation (I.Q.) de Fred Schepisi : Ed Walters
- 1997 : Rien à perdre (Nothing to Lose) de Steve Oedekerk : Nick Beam
- 1998 : Arlington Road de Mark Pellington : Oliver Lang
- 1999 : Austin Powers 2 : L'Espion qui m'a tirée (Austin Powers: The Spy Who Shagged Me) de Jay Roach : Président

##### Années 2000
- 2000 : Mission to Mars de Brian De Palma : Woody Blake
- 2000 : High Fidelity de Stephen Frears : Ian Raymond
- 2001 : Antitrust de Peter Howitt : Gary Winston
- 2001 : Human Nature de Michel Gondry : Dr Nathan Bronfman
- 2001 : La Vérité sur Charlie (The Truth about Charlie) de Jonathan Demme : Carson J. Dyle
- 2003 : Mystic River de Clint Eastwood : Dave Boyle
- 2003 : Code 46 de Michael Winterbottom : William Geld
- 2003 : The Day My God Died d'Andrew Levine : Le narrateur (voix)
- 2004 : Présentateur vedette : La Légende de Ron Burgundy (Anchorman: The Legend of Ron Burgundy) de Adam McKay : Public TV News Anchor
- 2004 : The Secret Life of Words de Isabel Coixet : Josef
- 2005 : Zathura : Une aventure spatiale (Zathura: A Space Adventure) de Jon Favreau : le père
- 2005 : La Guerre des mondes (The War of the worlds) de Steven Spielberg : Harlan Ogilvy
- 2006 : Tenacious D in The Pick of Destiny de Liam Lynch
- 2006 : Au nom de la liberté (Catch a fire) de Phillip Noyce : Nic Vos
- 2007 : Noise de Henry Bean : David Owen
- 2007 : Une histoire de famille de Helen Hunt : lui-même, invité dans l'émission
- 2008 : La Cité de l'ombre (City of Ember) de Gil Kenan : Loris Harrow
- 2008 : The Lucky Ones de Neil Burger : Cheaver

##### Années 2010
- 2011 : Green Lantern de Martin Campbell : le sénateur Robert Hammond
- 2011 : Cinema Verite de Shari Springer Berman et Robert Pulcini : Bill Loud
- 2012 : Sex Therapy (Thanks For Sharing) de Stuart Blumberg : Mike
- 2012 : Back to 1942 (Yi Jiu Si Er) de Feng Xiaogang
- 2014 : Life of Crime de Daniel Schechter : Frank Dawson
- 2016 : Un jour comme un autre (A Perfect Day) de Fernando León de Aranoa : B
- 2017 : Marjorie Prime de Michael Almereyda :
- 2019 : Dark Waters de Todd Haynes : Tom Terp

#### Télévision
- 2014 : The Spoils of Babylon : Jonas Morehouse
- 2015 : The Brink : Walter Larson
- 2018 : Here and Now : Greg Boatwright
- 2019 : Castle Rock : Reginald « Pop » Merrill
- 2023 : Silo : Bernard Holland

### Réalisateur et scénariste
- 1992 : Bob Roberts (acteur)
- 1995 : La Dernière Marche (Dead Man Walking) (producteur)
- 1999 : Broadway, 39e rue (Cradle Will Rock) (producteur)
- 2009 : Possible side effects
- 2011 : Treme (saison 2, épisode 2)
- 2012 : Treme (saison 3, épisode 7)
- 2014 : Man Under
- 2015 : The Brink (saison 1, épisodes 2 et 3)

### Musique
- 2010 : Tim Robbins and the Rogues Gallery Band

## Distinctions

### Récompenses
- Festival de Cannes 1992 : Prix d'interprétation masculine dans une comédie dramatique pour The Player (1992).
- 50e cérémonie des Golden Globes 1993 : Meilleur acteur dans une comédie pour The Player (1992).
- Mostra de Venise 1993 : Lauréat du Prix Spécial Coupe Volpi de la meilleure distribution dans une comédie dramatique pour Short Cuts (1992) partagé avec Andie MacDowell, Bruce Davison, Jack Lemmon, Zane Cassidy, Julianne Moore, Matthew Modine, Anne Archer, Fred Ward, Jennifer Jason Leigh, Chris Penn, Joseph C. Hopkins, Josette Maccario, Lili Taylor, Robert Downey Jr., Madeleine Stowe, Cassie Friel, Dustin Friel, Austin Friel, Lily Tomlin, Tom Waits, Frances McDormand, Peter Gallagher, Jarrett Lennon, Annie Ross, Lori Singer, Lyle Lovett, Buck Henry, Huey Lewis, Danny Darst, Margery Bond, Robert DoQui, Darnell Williams, Michael Beach, Andi Chapman, Deborah Falconer, Susie Cusack, Charles Rocket et Jane Alden.
- 51e cérémonie des Golden Globes 1994 : Lauréat du Prix de la meilleure distribution dans une comédie dramatique pour Short Cuts (1992) partagé avec Andie MacDowell, Bruce Davison, Jack Lemmon, Zane Cassidy, Julianne Moore, Matthew Modine, Anne Archer, Fred Ward, Jennifer Jason Leigh, Chris Penn, Joseph C. Hopkins, Josette Maccario, Lili Taylor, Robert Downey Jr., Madeleine Stowe, Cassie Friel, Dustin Friel, Austin Friel, Lily Tomlin, Tom Waits, Frances McDormand, Peter Gallagher, Jarrett Lennon, Annie Ross, Lori Singer, Lyle Lovett, Buck Henry, Huey Lewis, Danny Darst, Margery Bond, Robert DoQui, Darnell Williams, Michael Beach, Andi Chapman, Deborah Falconer, Susie Cusack, Charles Rocket et Jane Alden.
- 61e cérémonie des Golden Globes 2004 : Meilleur acteur dans un second rôle pour Mystic River (2003).
- 76e cérémonie des Oscars 2004 : Meilleur acteur dans un second rôle pour Mystic River (2003).
- Festival de Berlin 2006 : Lauréat du Prix Caméra de la Berlinale pour l'ensemble de son œuvre.

## Voix françaises
En France, Emmanuel Jacomy est la voix régulière de Tim Robbins. Bruno Choël et Jean-Philippe Puymartin l'ont également doublé à six et cinq reprises.
Au Québec, il est principalement doublé par Benoît Rousseau.
En France
| - Emmanuel Jacomy dans : - Five Corners - Rien à perdre - Mission to Mars - Human Nature - La Vérité sur Charlie - La Guerre des Mondes - Tenacious D in The Pick of Destiny - Zathura : Une aventure spatiale - The Lucky Ones - La Cité de l'ombre - The Spoils of Babylon (série télévisée) - The Brink (série télévisée) - Here and Now (série télévisée) - Bruno Choël dans : - Le Grand Saut (2e doublage) - Mystic River - Code 46 - Présentateur vedette : La Légende de Ron Burgundy - Green Lantern - Un jour comme un autre - Jean-Philippe Puymartin dans : - Tapeheads - Cadillac Man - Austin Powers 2 : L'Espion qui m'a tirée - Dark Waters - Silo (série télévisée) | - Hervé Icovic dans : - Le Grand Saut (1er doublage) - Prêt-à-porter - Olivier Cuvellier dans : - Les Évadés - Arlington Road Et aussi - Bernard Soufflet dans Top Gun - Dominique Collignon-Maurin dans Howard... une nouvelle race de héros - Marc François (*1951 - 2009) dans Clair de lune (série télévisée) - Éric Legrand dans Duo à trois - Renaud Marx dans Erik, le Viking - Bernard Gabay dans L'Échelle de Jacob - Patrick Borg dans Jungle Fever - Bernard Alane dans The Player - José Luccioni (*1949 - 2022) dans Short Cuts - Patrick Mancini dans L'Amour en équation - Jérôme Rebbot dans High Fidelity - Frédéric van den Driessche dans Antitrust - Thibault de Montalembert dans The Secret Life of Words - Éric Bonicatto dans Sex Therapy |

Au Québec
| - Benoît Rousseau dans : - À l'ombre de Shawsank - L'Amour en équation - Rien à perdre - Mission sur Mars - Antitrust - La vérité à propos de Charlie - Tenacious D et le pic de destin - Au nom de la liberté - La Cité de l'ombre - Green Lantern - Crime et petits mensonges - Dark Waters | Et aussi - Louis-Philippe Dandenault dans Garçon choc pour nana chic |